# Serhiy Cherniavskiy
Pour les articles homonymes, voir Tcherniavski.
Serhiy Volodymyrovych Cherniavskiy (en ukrainien : Сергій Володимирович Чернявський ; en russe : Сергей Владимирович Чернявский, Sergueï Vladimirovitch Tcherniavski), né le 2 avril 1976, est un coureur cycliste ukrainien. Il a été champion du monde de poursuite par équipes en 2001 et médaillé d'argent de cette discipline aux Jeux olympiques de 2000.

## Palmarès

### Jeux olympiques
- Sydney 2000
  -  Médaillé d'argent de la poursuite par équipes

### Championnats du monde
- Anvers 2001
  -  Champion du monde de poursuite par équipes